# Miller County, Missouri
Miller County är ett administrativt område i delstaten Missouri, USA, med 24 748 invånare. Den administrativa huvudorten (county seat) är Tuscumbia. 

## Geografi
Enligt United States Census Bureau så har countyt en total area på 1 554 km². 1 534 km² av den arean är land och 20 km² är vatten.    

### Angränsande countyn
- Moniteau County - norr
- Cole County &  Osage County - nordost
- Maries County - öst
- Pulaski County - söder
- Camden County - sydväst
- Morgan County - väst